# Vicente Guillot Fabián
Vicente Guillot Fabián (sinh ngày 15 tháng 7 năm 1941 ở Aldaya) là cựu cầu thủ bóng đá người Tây Ban Nha.
Anh từng chơi cho Mestalla FC, Valencia CF Và Elche CF.